# Certeze
Certeze é uma comuna romena localizada no distrito de Satu Mare, na região histórica da Transilvânia. A comuna possui uma área de 105.00 km² e sua população era de 5519 habitantes segundo o censo de 2007.